# Hoploryctoderus tridens
Hoploryctoderus tridens är en skalbaggsart som beskrevs av Xavier Montrouzier 1860. Hoploryctoderus tridens ingår i släktet Hoploryctoderus och familjen Dynastidae.

## Underarter
Arten delas in i följande underarter:
- H. t. pinorum
- H. t. caledonicus